# Antoine Samuel Adam-Salomon
Antony-Samuel Adam-Salomon (La Ferté-sous-Jouarre, 9 de enero de 1818-París, 28 de abril de 1881), más conocido como Samuel-Adam Salomon o Adama, fue un escultor y fotógrafo francés.

## Datos biográficos
Hijo de Nathan-Herschel Salomon, un comerciante judío francés, Samuel-Adam pasó su infancia en Fontainebleau. Hacia 1838, tras haber sido alumno del escultor Vercelli, entró como modelador en la manufactura de porcelanas de Jacob Petit. Algunos años más tarde (antes de 1840), adquirió cierta notoriedad por haber esculpido un retrato muy notable del poeta Béranger.
Instalado en París, gracias a beca del departamento de Seine-et-Marnepara perfeccionar su técnica y estudiar escultura, Salomon efectuó también viajes artísticos a Suiza y a Inglaterra. Se formó allí en el arte contemporáneo del retrato (bustos, medallones) para la estatuaria funeraria y monumental.
Entre sus notables esculturas, se incluyen los bustos de Victor Cousin, Odilon Barrot, François Ponsard (1874), Pierre-Jean de Béranger, Alphonse de Lamartine, Gioachino Rossini y Marie Antoinette.
Su esposa, nacida Georgine-Cornélie Coutellier, aprendió las nociones de la escultura de su esposo y presentó varios medallones en el Salón de 1853. La pareja Salomon estuvo muy ligada a Lamartine y al entorno republicano moderado parisino, siendo asiduos de los salones de Marie d'Agoult y de Juliette Adam.

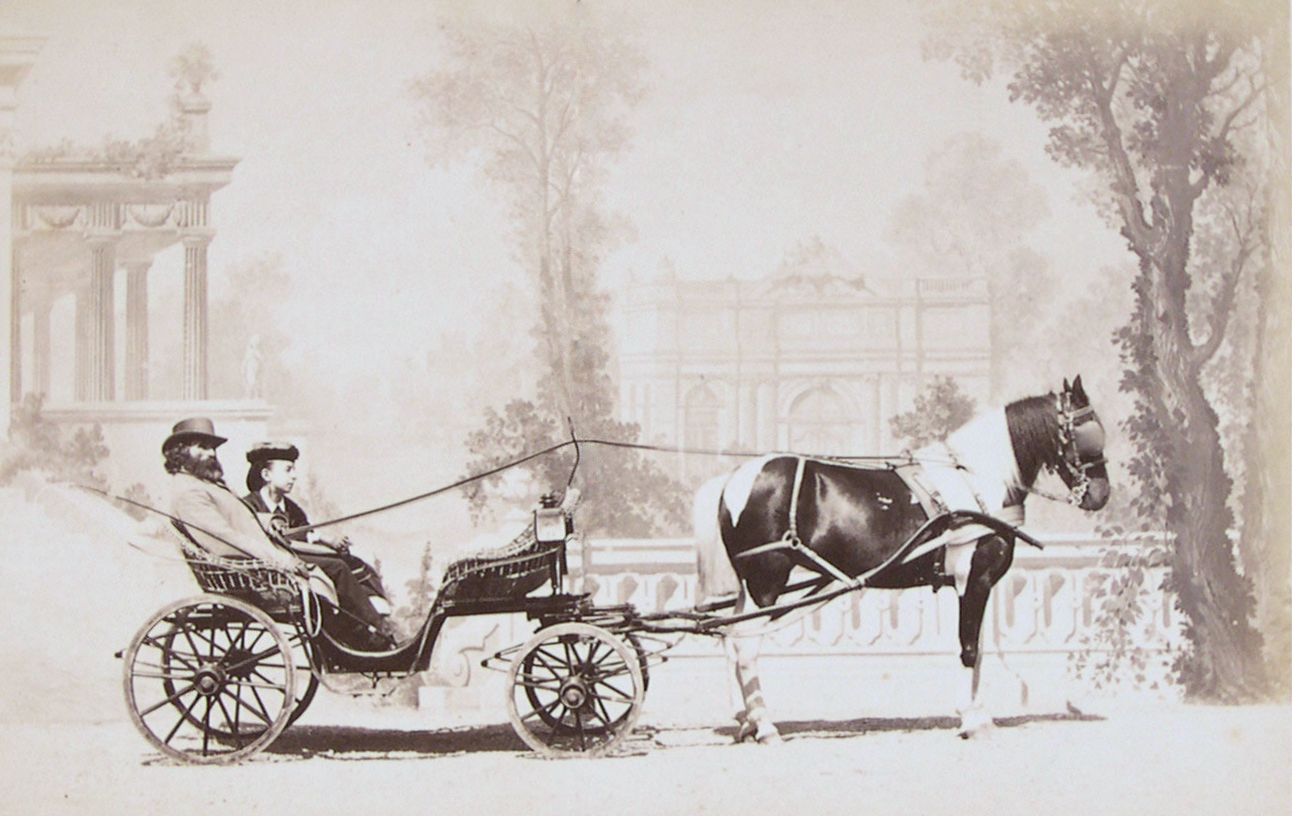
El señor y la señora Adam Salomon, fotografía de Louis-Jean Delton, hacia 1867.

## Fotografía
Adam-Salomon se convirtió en fotógrafo tras estudiar la técnica con el retratista Franz Hanfstaengl en Munich en 1858. Al año siguiente, Adam-Salomon abrió su estudio de fotografía en París. A partir de entonces, Adam-Salomon expuso los retratos fotográficos de las celebridades de la época. En 1865 abrió un segundo estudio en París. En 1870 fue nombrado miembro de la Société française de photographie y recibió la Legión de Honor el mismo año. Las fotografías de retrato de Adam-Salomon estaban consideradas entre las más notables de su tiempo y destacaron por su claroscuro producido por las técnicas especiales de iluminación.

### Aceptación de la fotografía como arte
La fotografía de Adam-Salomon sirvió como punto de sustentación en la aceptación de la fotografía como forma artística. Por ejemplo, en 1858 el poeta Alphonse de Lamartine describió la fotografía como "esta invención oportunista que nunca será arte, tan sólo un plagio de la naturaleza a través de una lente." Tras un breve espacio de tiempo, tras visionar el trabajo fotográfico de Adam-Solomon, Lamartine revirtió su opinión.

### Elogios de la crítica

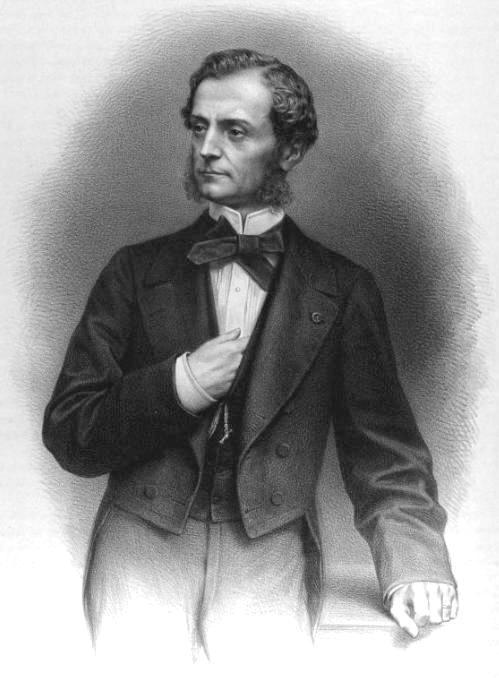
Pierre Ernest Pinard, 1867. Grabado a partir de una fotografía.

La cobertura de su obra en la prensa francesa superó en número a la de Félix Nadar en una proporción de diez a uno. Tras la Exposición Universal de París de 1867 el diario The Times dijo de la obra de Salomon que era "incomparable", "más allá de la alabanza", "los mejores retratos fotográficos en el mundo".
En la edición de 1868 de la revista British Journal of Photography Almanac, su editor J. Traill Taylor escribió: 

El más importante descubrimiento del pasado año ha sido M. Adams-Salomon, un fotógrafo parisino, ha producido retratos de tan alta clase que nos muestran las verdaderas capacidades de la fotografía, y lo mucho que todavía tenemos que avanzar antes de que perfección semejante pueda ser alcanzada por las obras de nuestros artistas promedio. Está lejos de ser agradable saber que estamos tan lejos de los parisinos; pero, creyendo como creemos, el conocimiento del hecho será, sin duda, un despertar para los artistas ingleses en el conocimiento de sus deficiencias y en la dirección particular en que es necesario avanzar.

En esta faceta, realizó por encargo de à la demande de Mme. d'Agoult un Álbum de los amigos de Daniel Stern que contenía, entre otros, los retratos Jules Grévy, Littré, Carnot, Girardin, Renan, Nefftzer (fr), Dupont-White, Édouard Grenier (fr), Scherer, Alfred Mézières(fr), Tribert, de Ronchaud, Guéroult, del príncipe Napoléon, de Vacherot, Mme. Coignet, Challemel-Lacour (fr), Clémence Royer (fr), y de Mme. Ackermann.

## Galería de retratos fotográficos

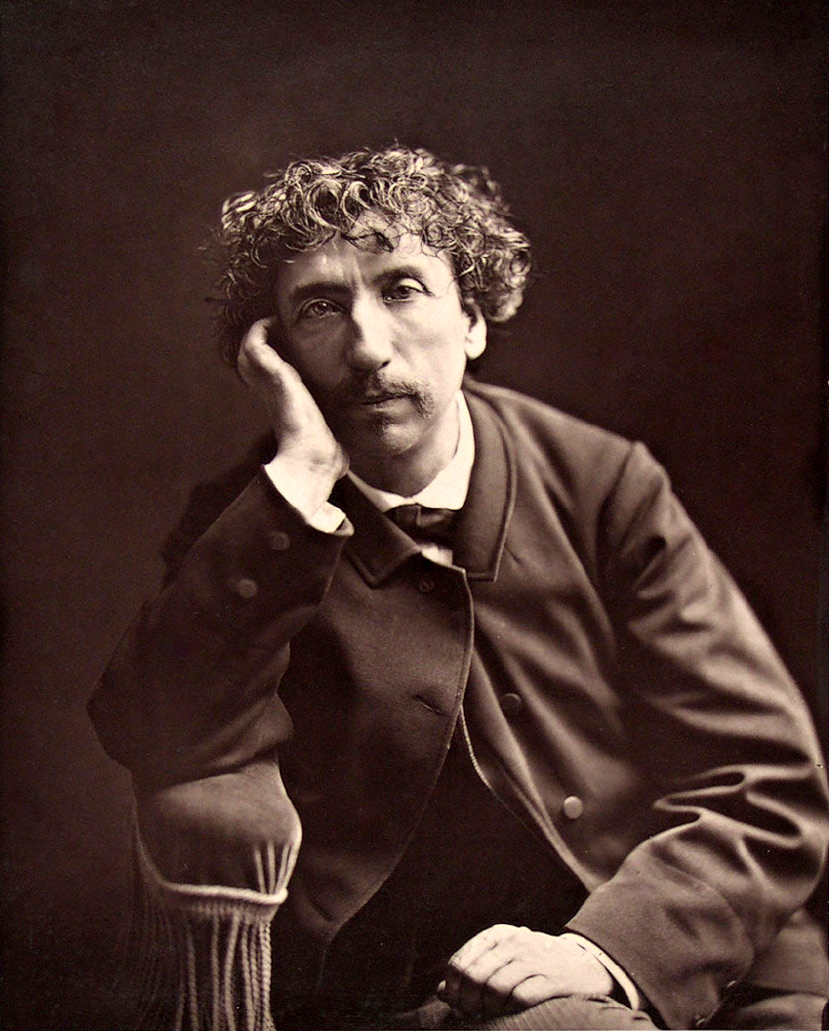
Charles Garnier
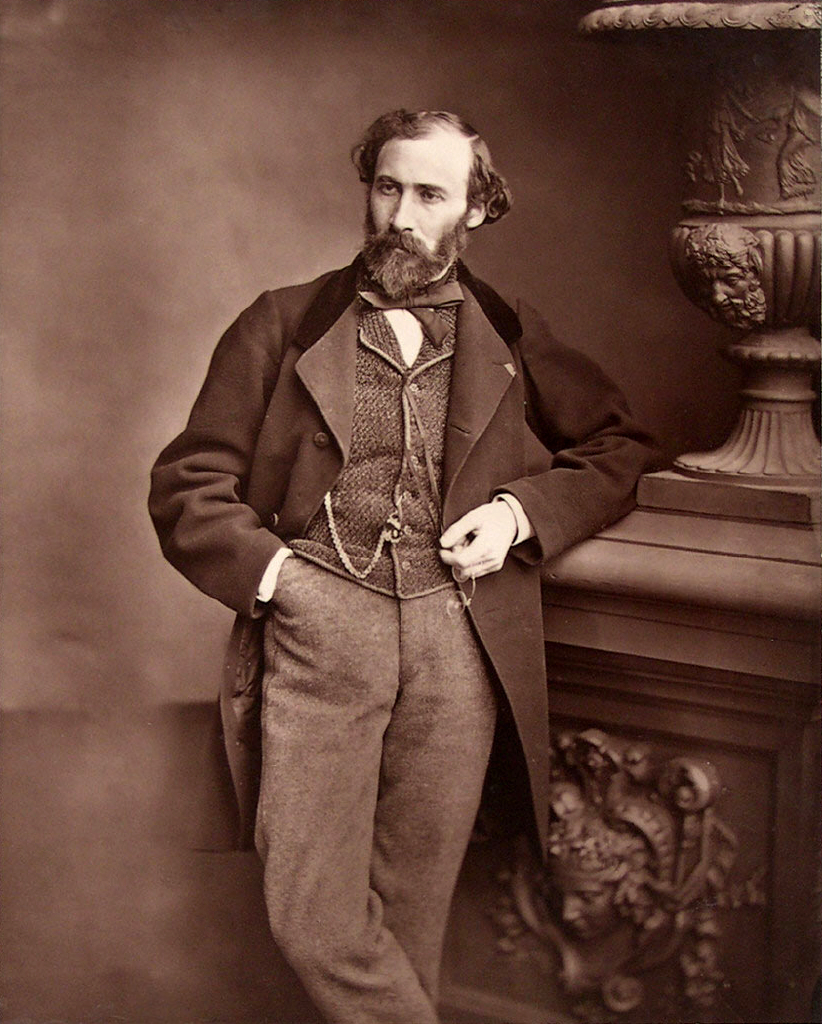
Octave Feuillet
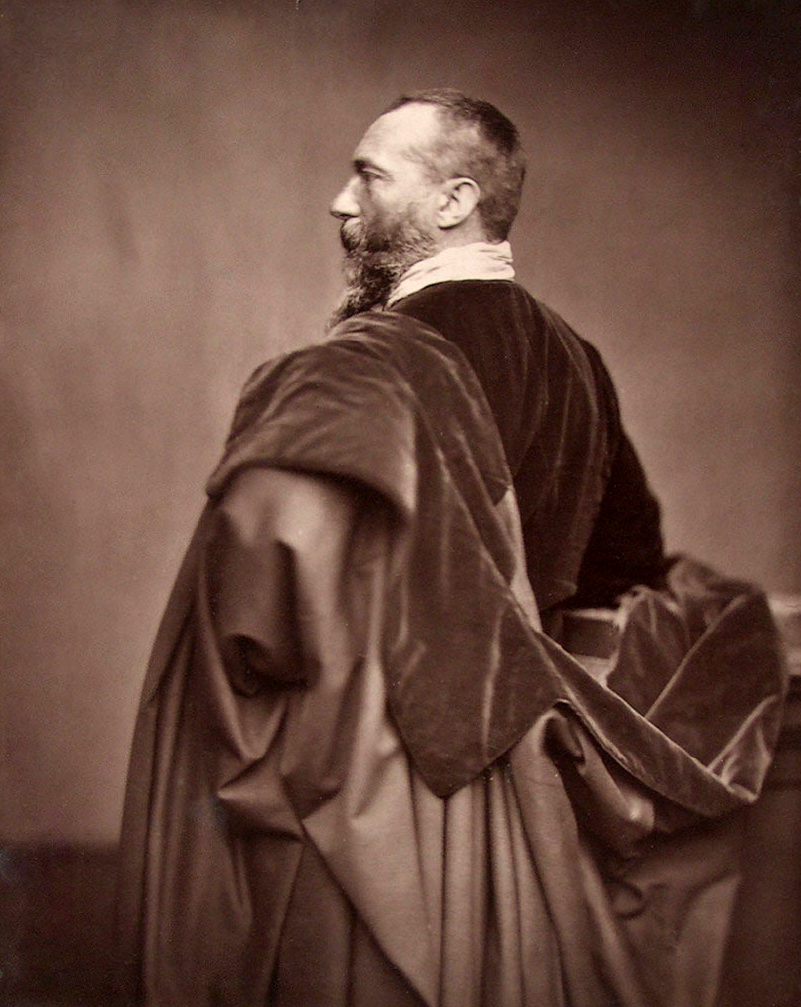
Alphonse Karr
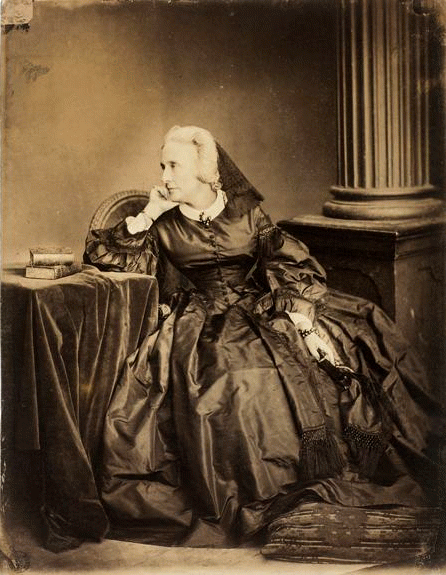
Marie d'Agoult
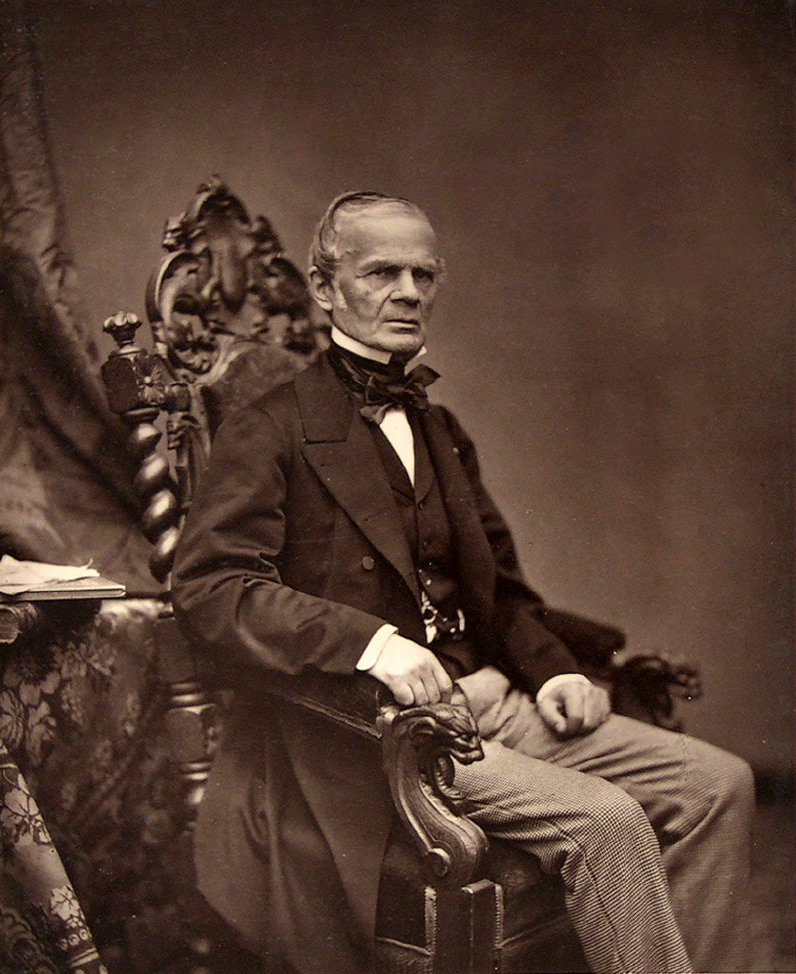
Cuvillier-Fleury
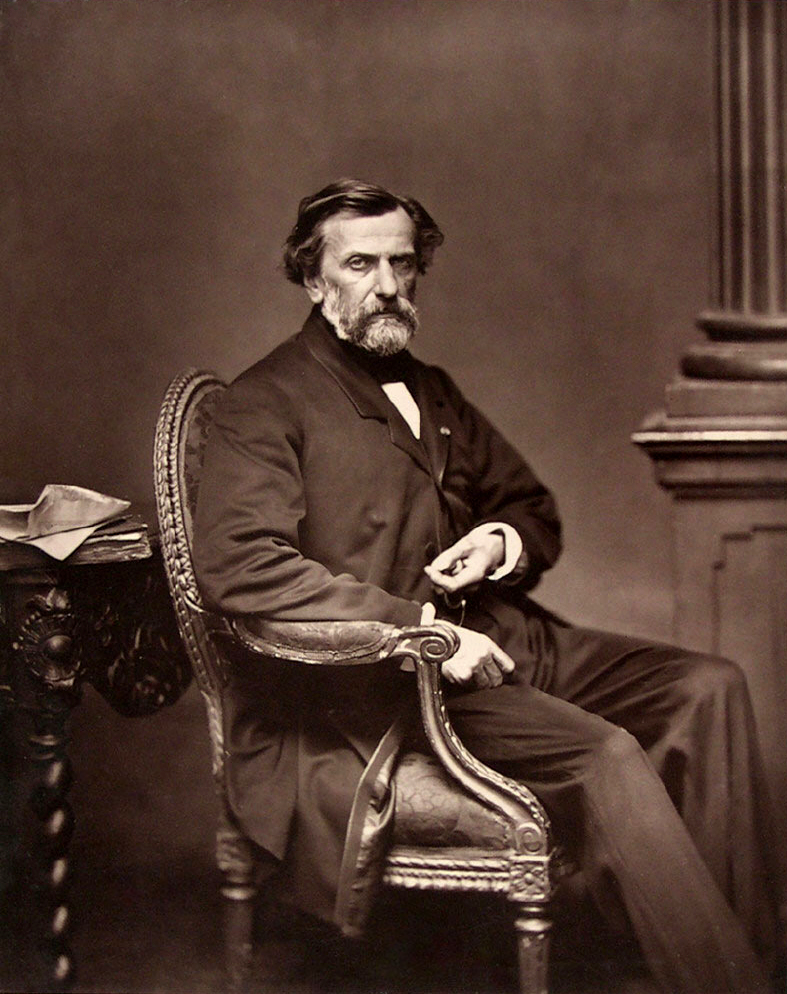
Ambroise Thomas
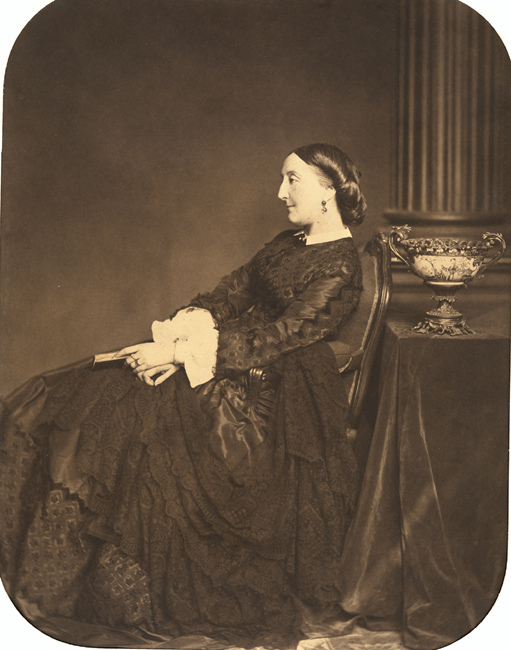
Madame De La Rochefoucauld
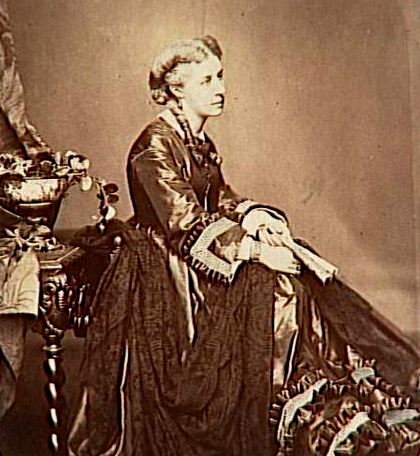
Blandine Liszt
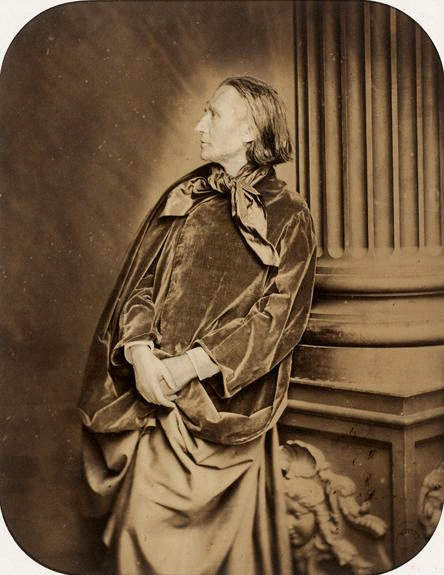
Franz Liszt, hacia 1861
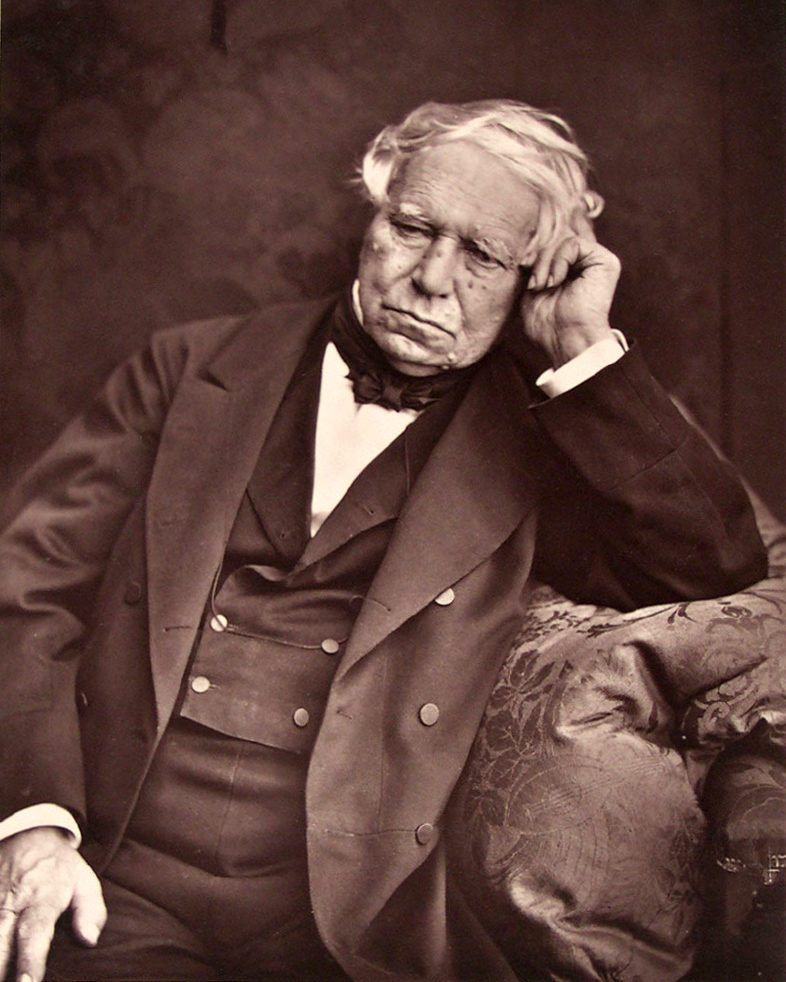
Jules Armand Stanislas Dufaure
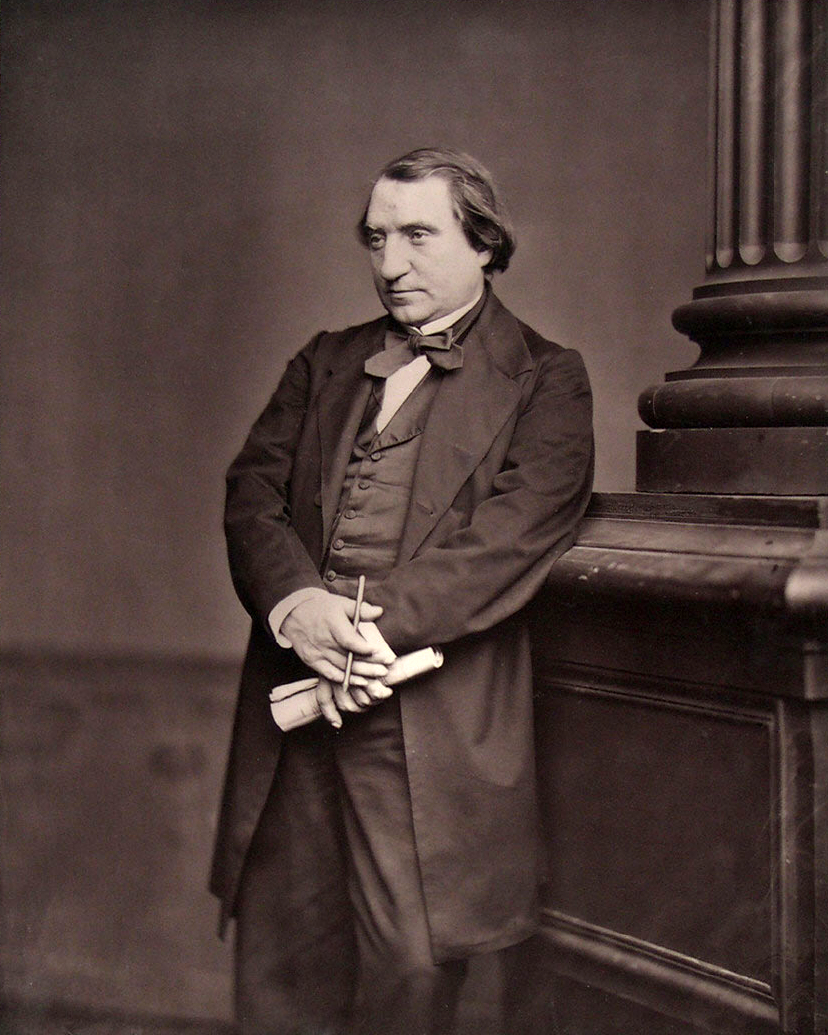
Ernest Renan
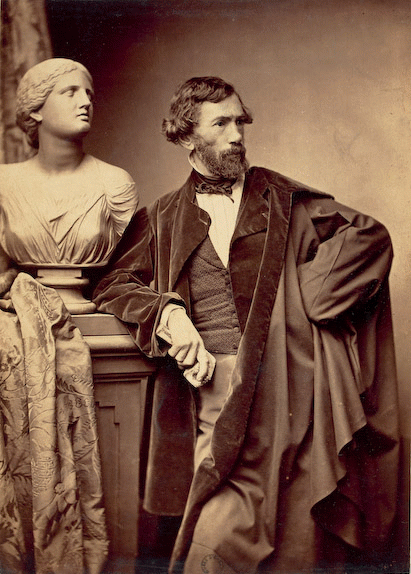
François Jouffroy
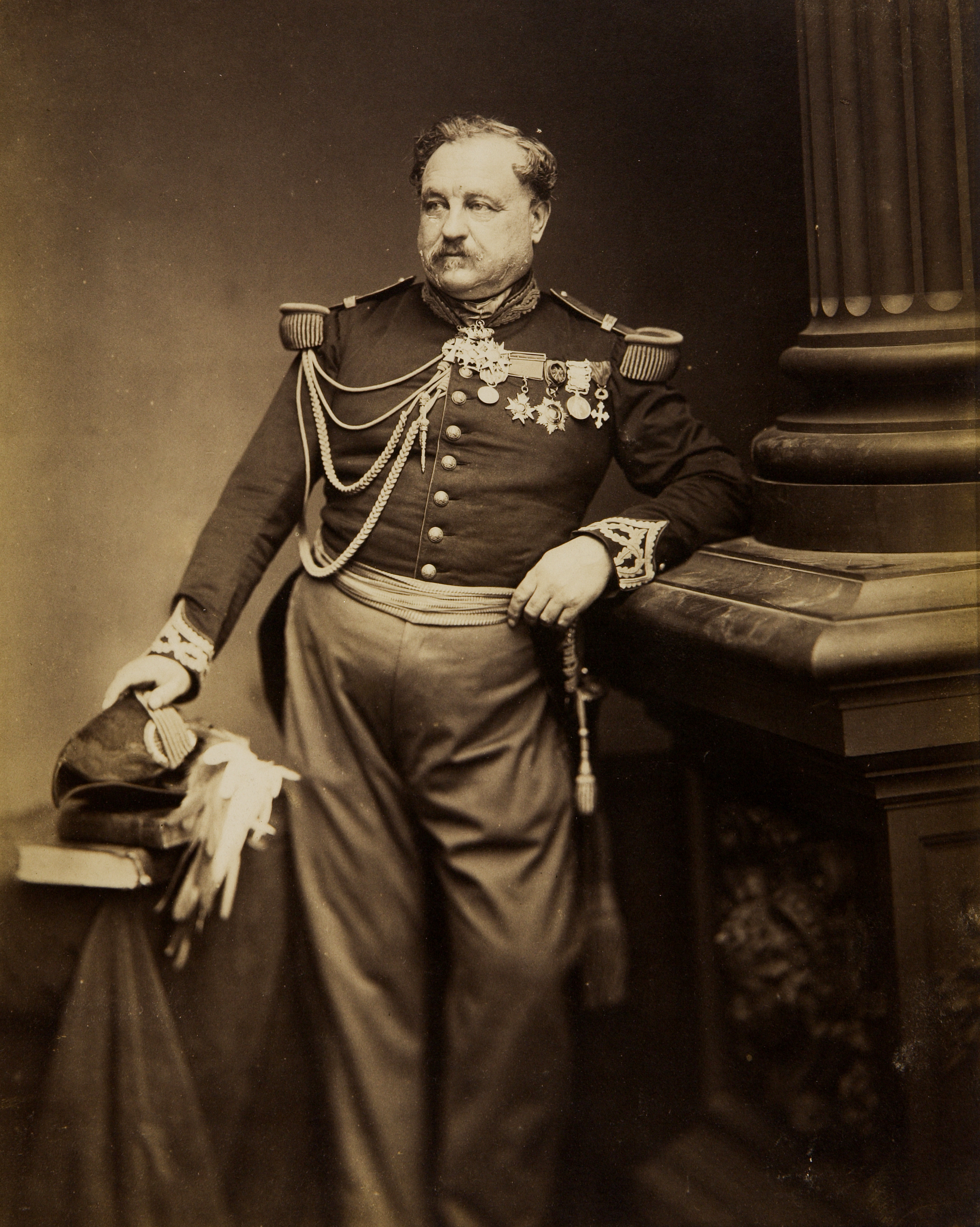
General Giroflore
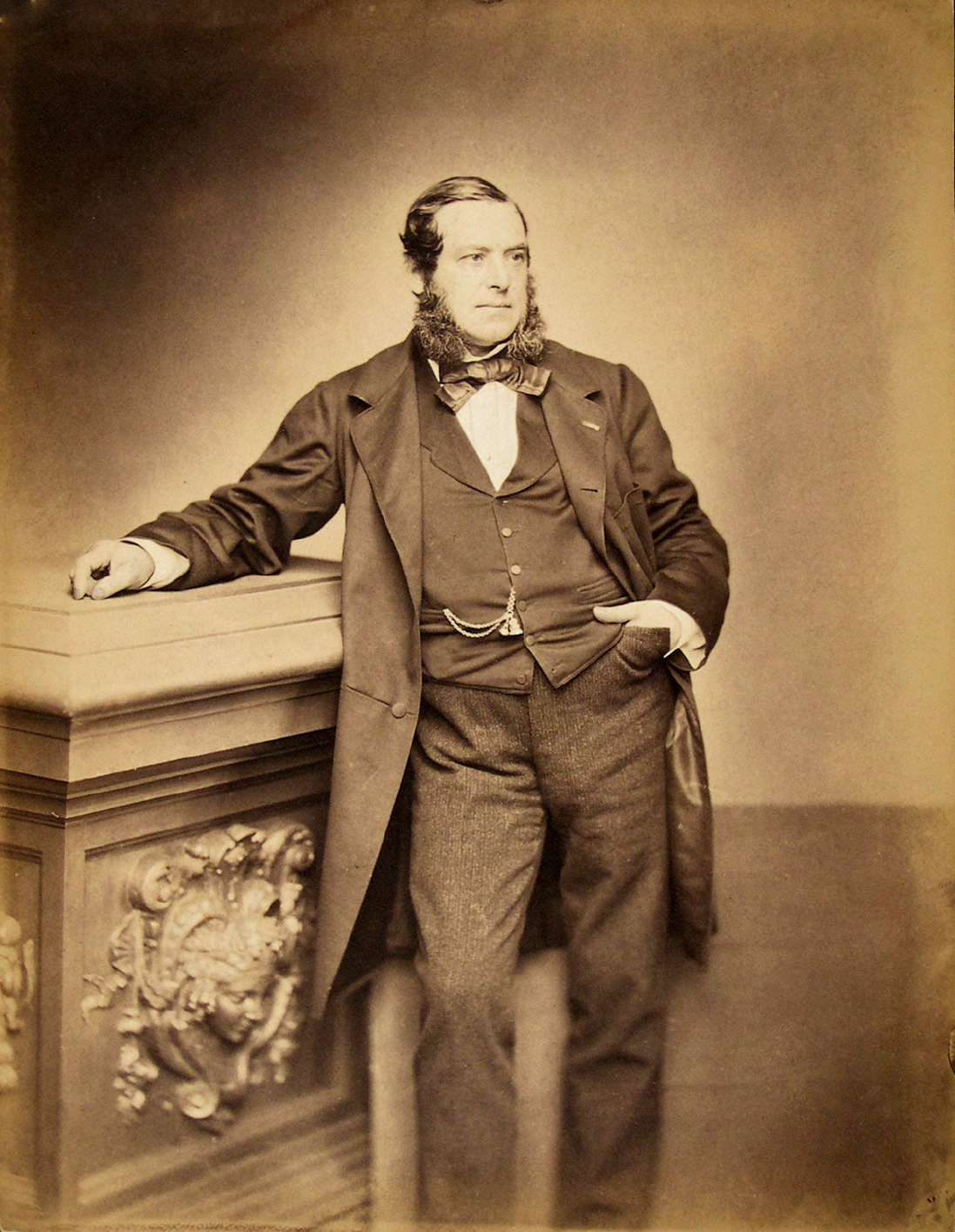
Henri Rivière
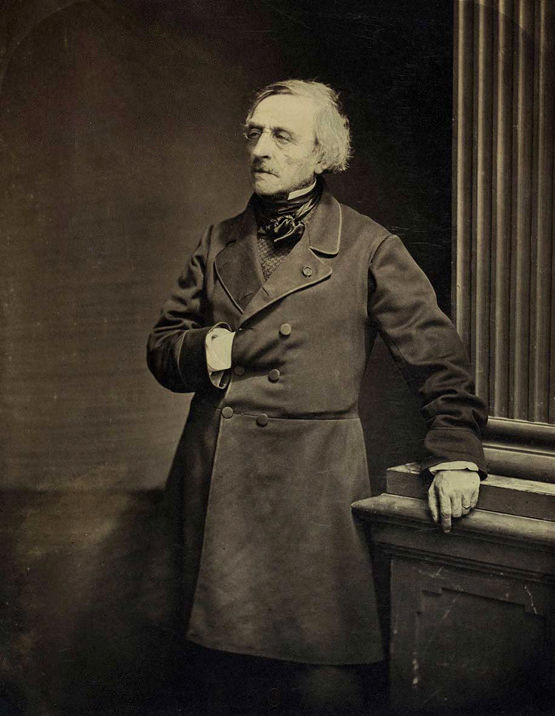
Jean-Jacques Ampère
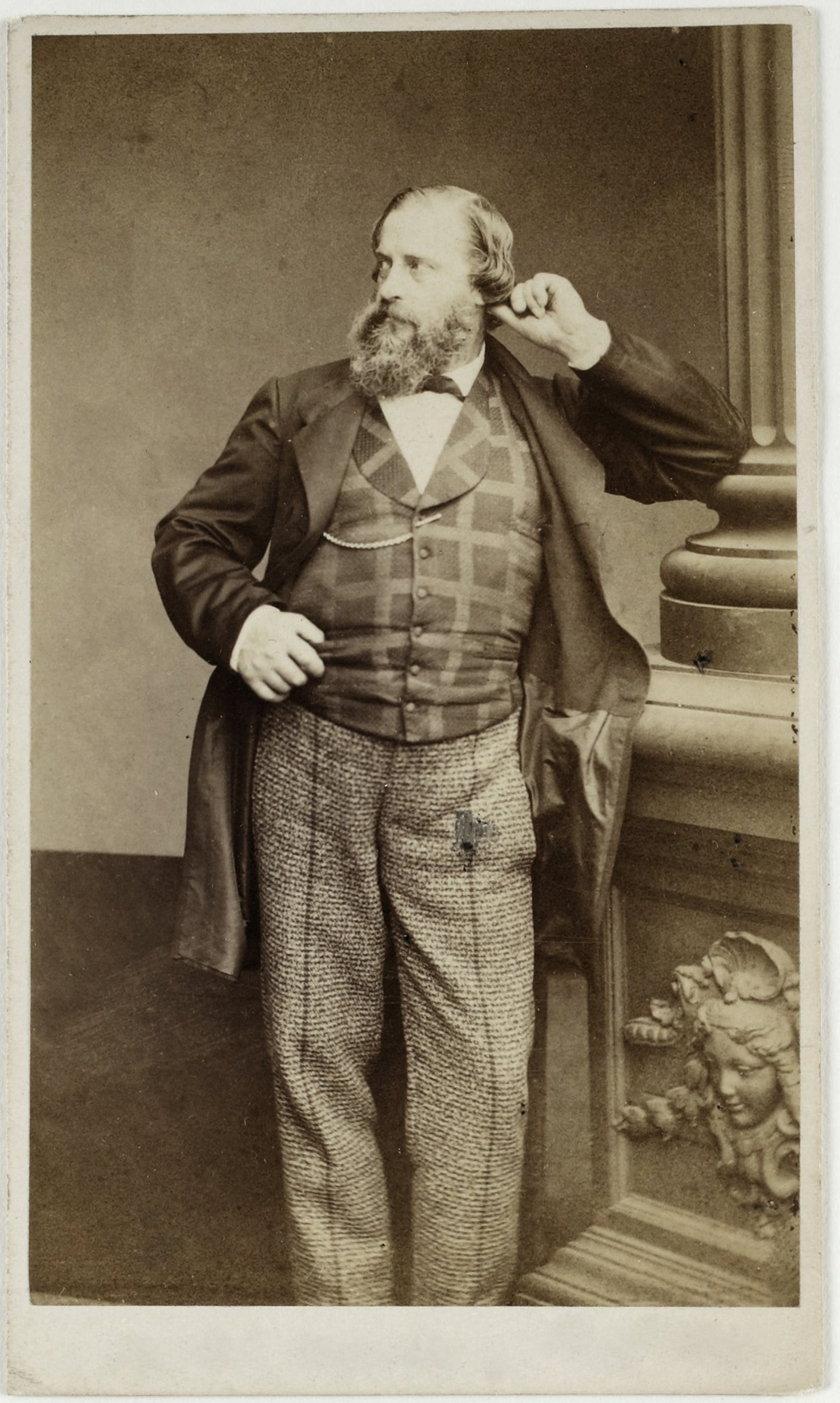
Julius Brenchley
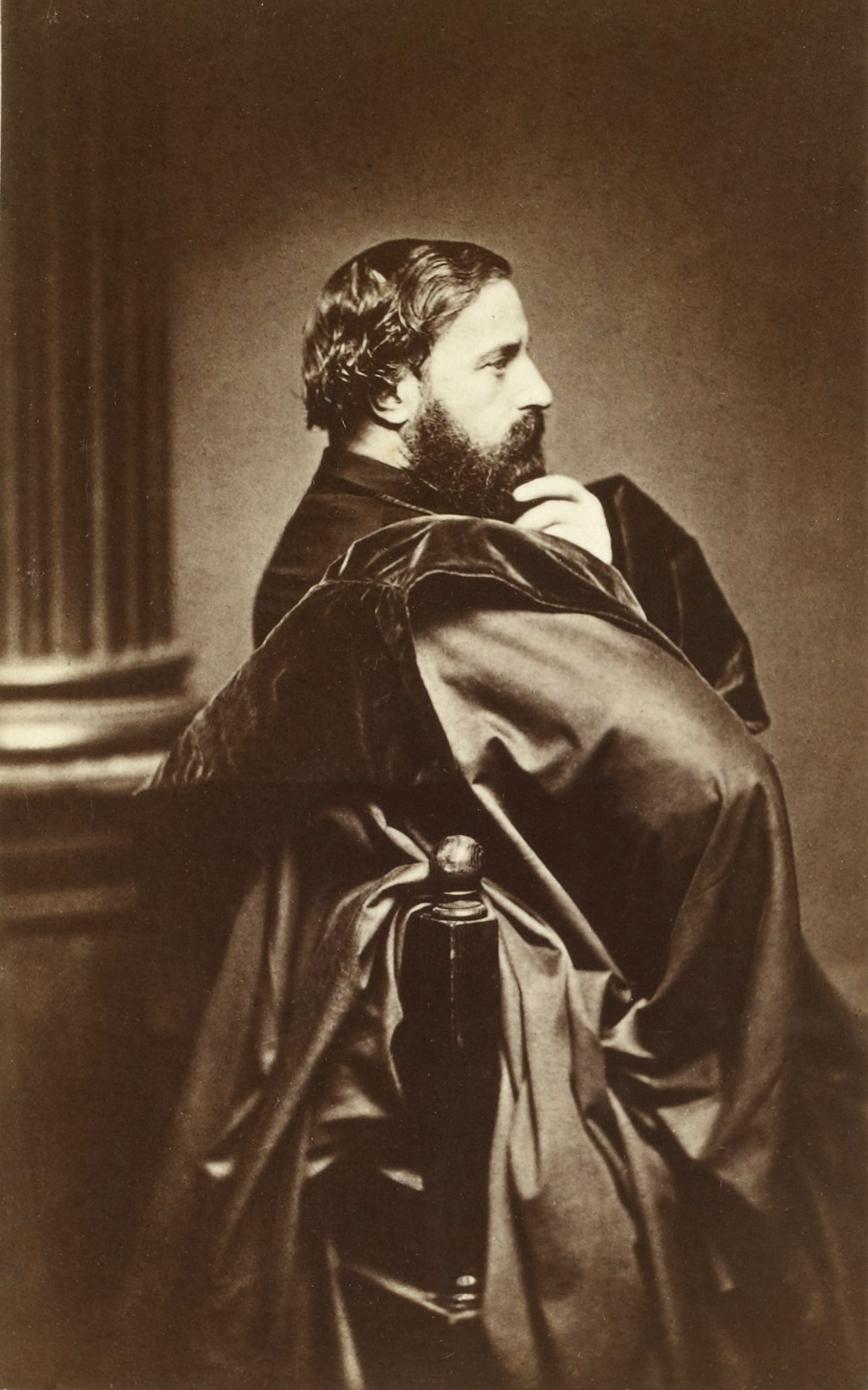
Julius Brenchley
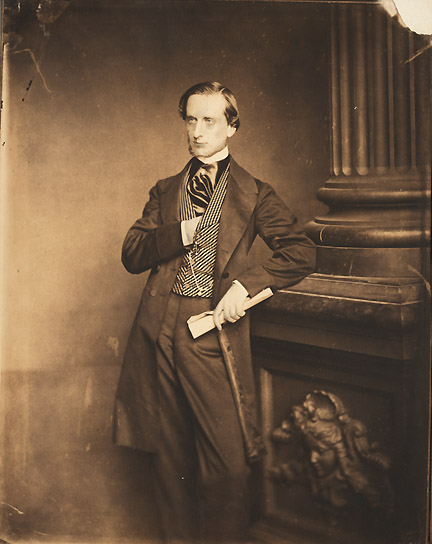
Eugene Bethemont
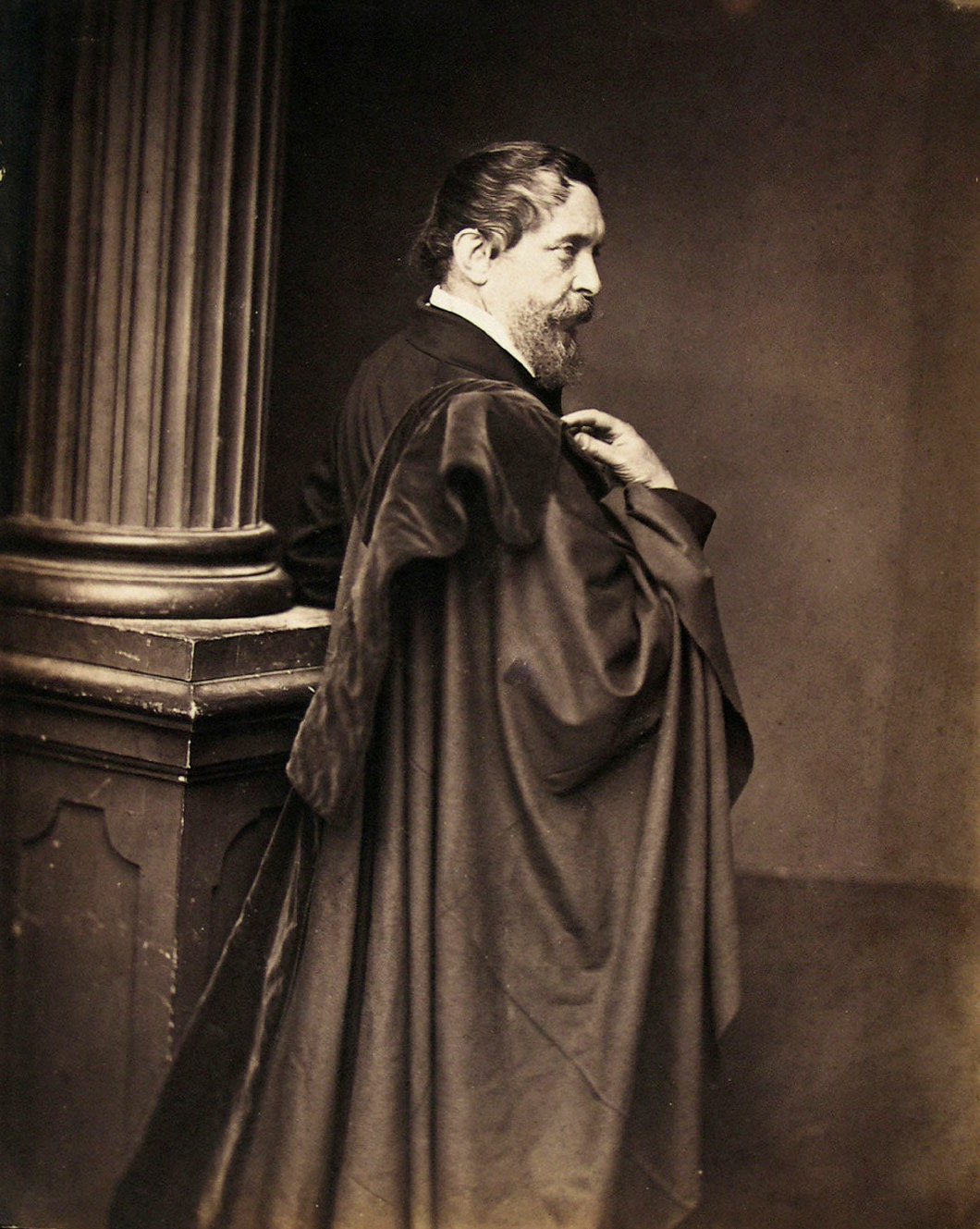
Lajos Kossuth
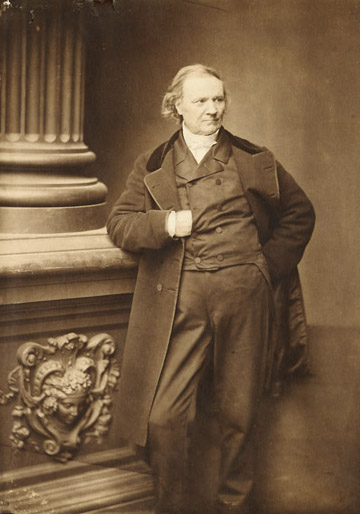
Alexandre-Pierre-Thomas-Amable
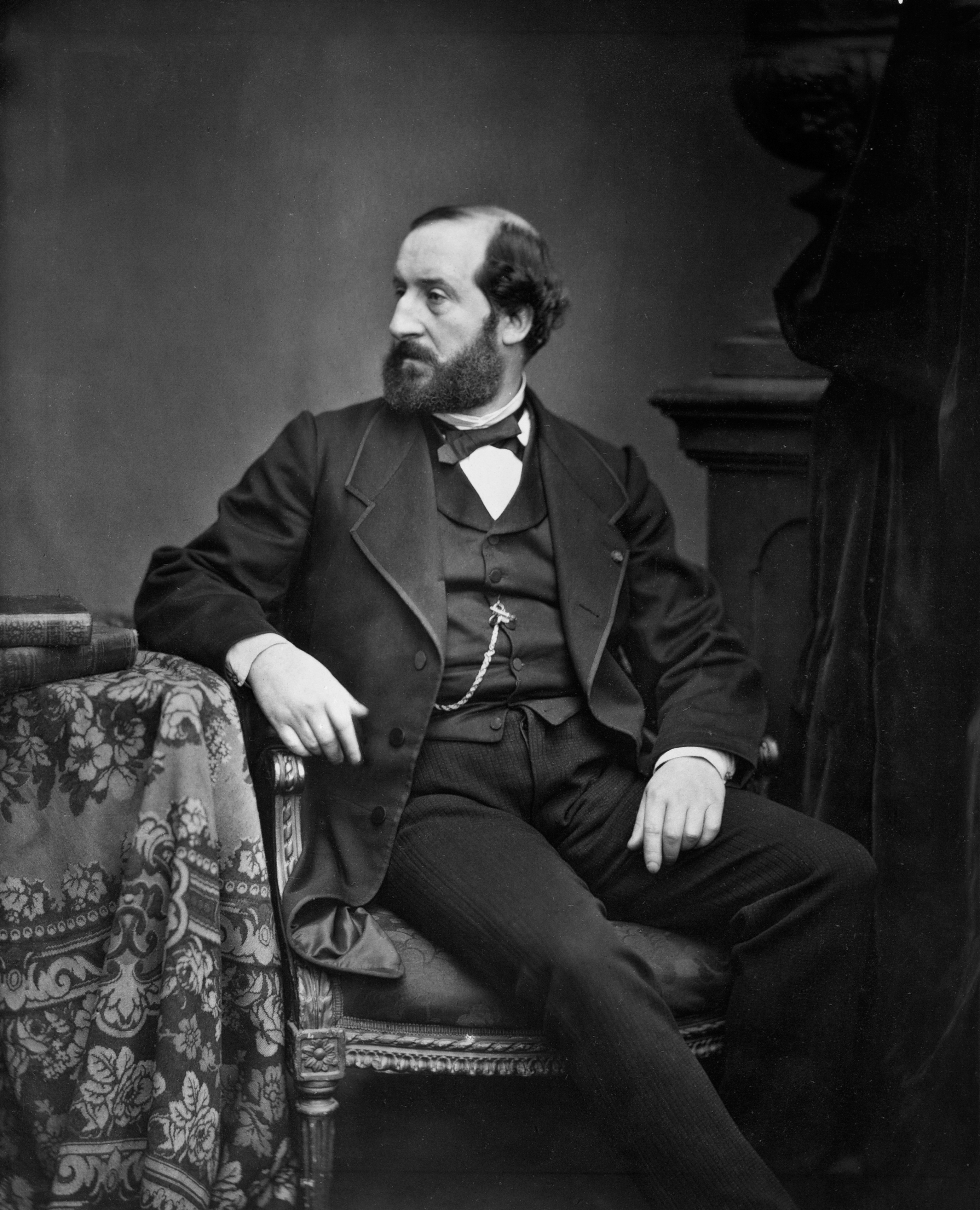
Émile Augier
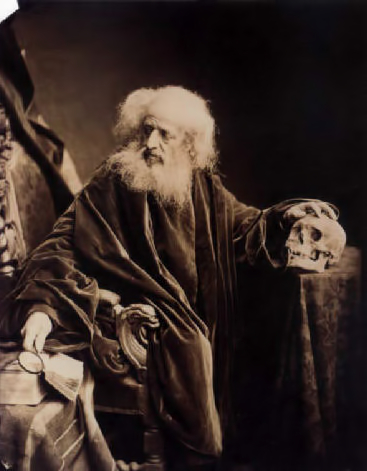
Filósofo, (autorretrato)
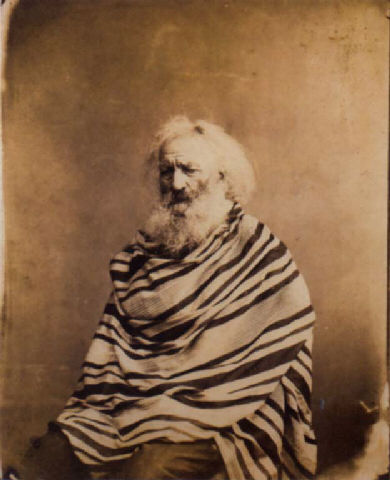
Anciano, (autorretrato)

## Lista parcial de obras escultóricas

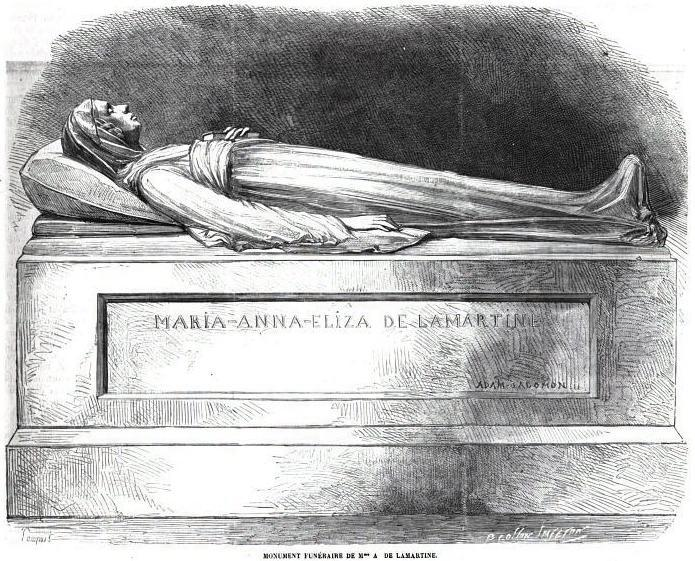
Monumento funerario de Mme de Lamartine, 1864

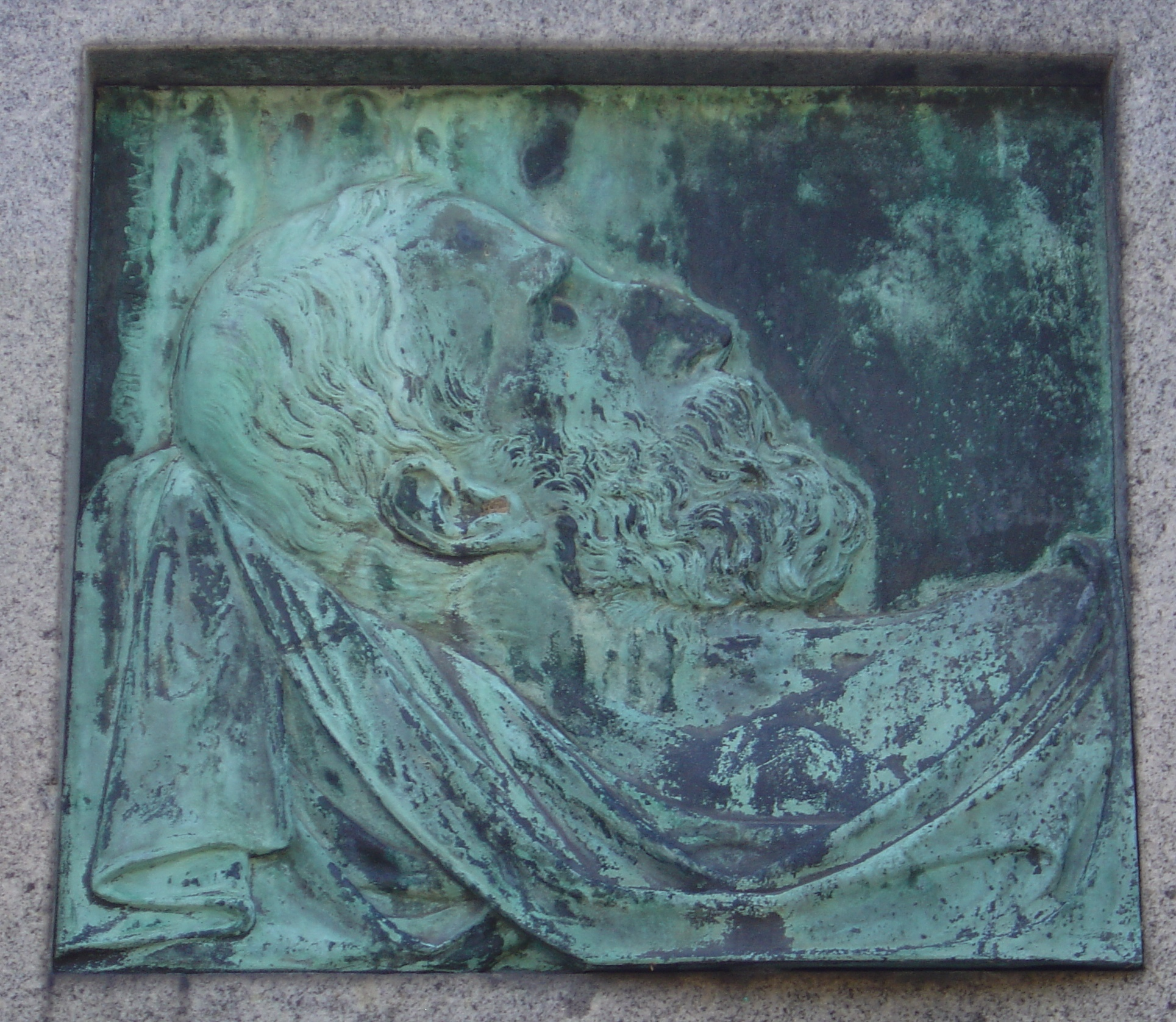
Bajorrelieve para la tumba del colonel Charras, 1865

- Béranger, bajorrelieve, anterior a 1840[1]
- Bossuet, busto, adquirido antes de 1843 por la villa de Meaux[1]
- Copernico, medallón,[11] anterior a 1843[1]
- Jacques Amyot, médaillon,[11] adquirido antes de 1843 por la villa de Melun[1]
- Béranger, busto, instalado antes de 1843 en la biblioteca de Fontainebleau[1]
- Hermann (violoncelista), busto en mármol, entre 1847 y 1859[11]
- Miss Georgine, busto en mármol, entre 1847 et 1859[11]
- Hector de Laborde, busto en mármol, entre 1847 y 1859[11]
- Mme de Girardin, busto en mármol, entre 1847 y 1859[11]
- Louis Ratisbonne, busto en mármol, entre 1847 y 1859[11]
- Miss Emilia-Julia, busto en mármol, entre 1847 y 1859[11]
- Alphonse de Lamartine, busto[11]
- Rossini, buste[11]
- Le Docteur Amussat, busto para la Académie de médecine[11]
- Léopold Robert, busto para las galerías del Louvre[11]
- Marie-Antoinette, busto, para Mme de Rothschild[11]
- Charlotte Corday, bajorrelieve[11]
- Adolphe Crémieux, medallón, 1844, reproducido y vendido a beneficio de los refugiados judíos polacos[12]
- James de Rothschild, busto para el hospital judío fundado por este último en 1852
- Retrato del almirante de Rigny, busto en mármol,[11] expuesto en el Salón de 1853
- Monumento funerario del duque de Padoue, en los Invalidos[11]
- Léon Faucher, busto en mármol, 1861[11]
- Eugène Scribe, medallón para el monumento funerario del cementerio del Père-Lachaise, hacia 1861[13]

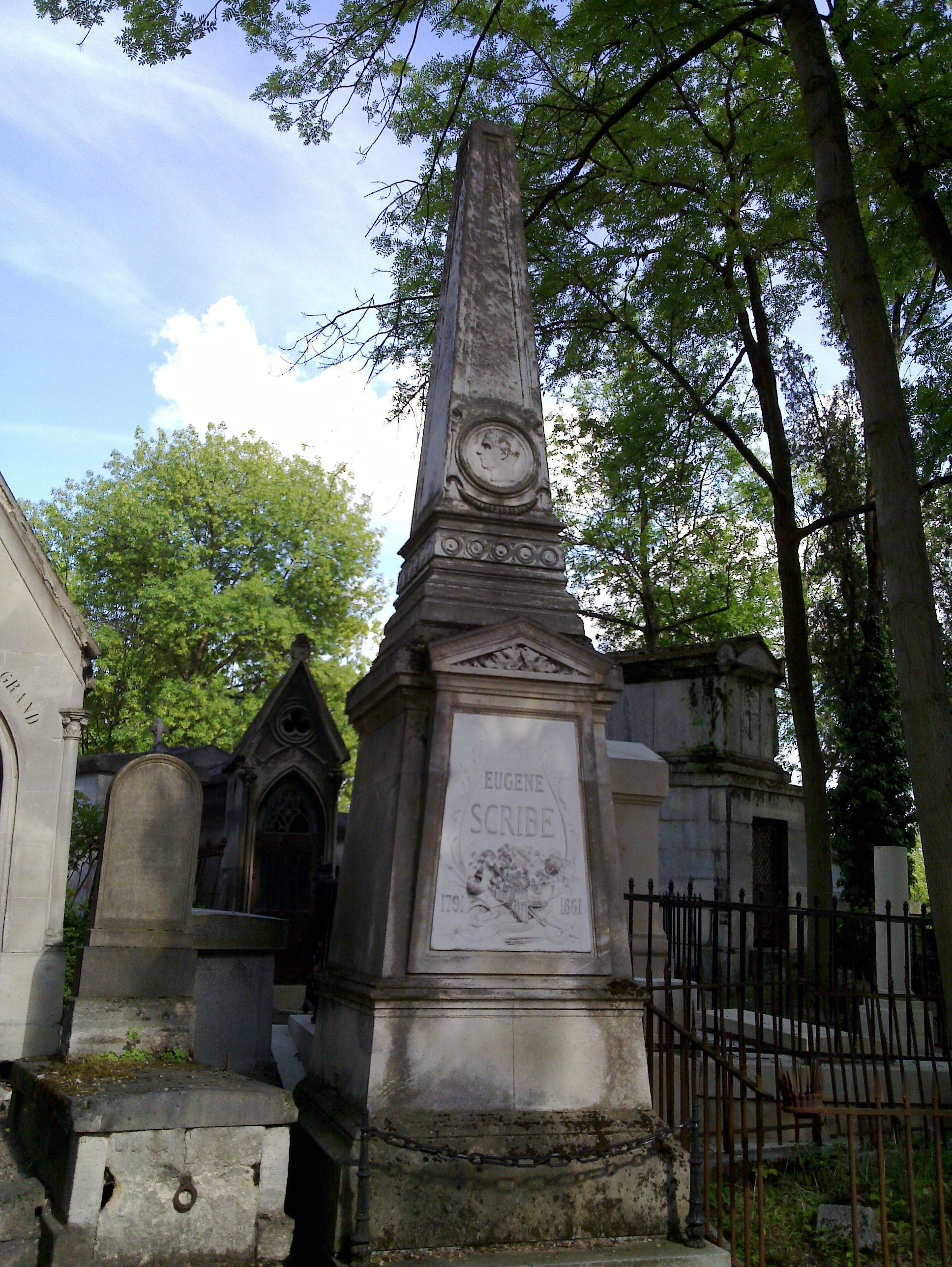
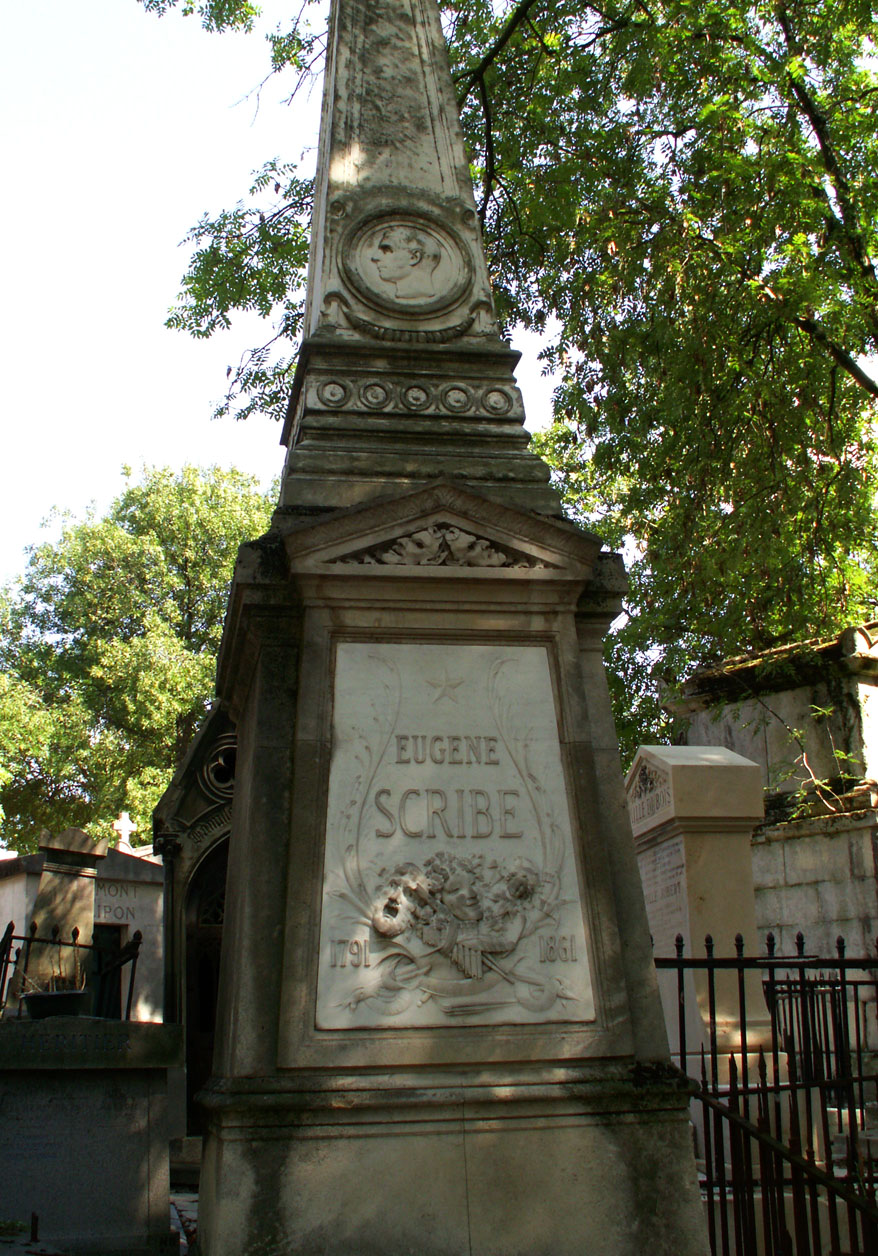

- Tumba de Étienne-Renaud-Augustin Serres, medallón para el monumento funerario del cementerio del Père-Lachaise[13]

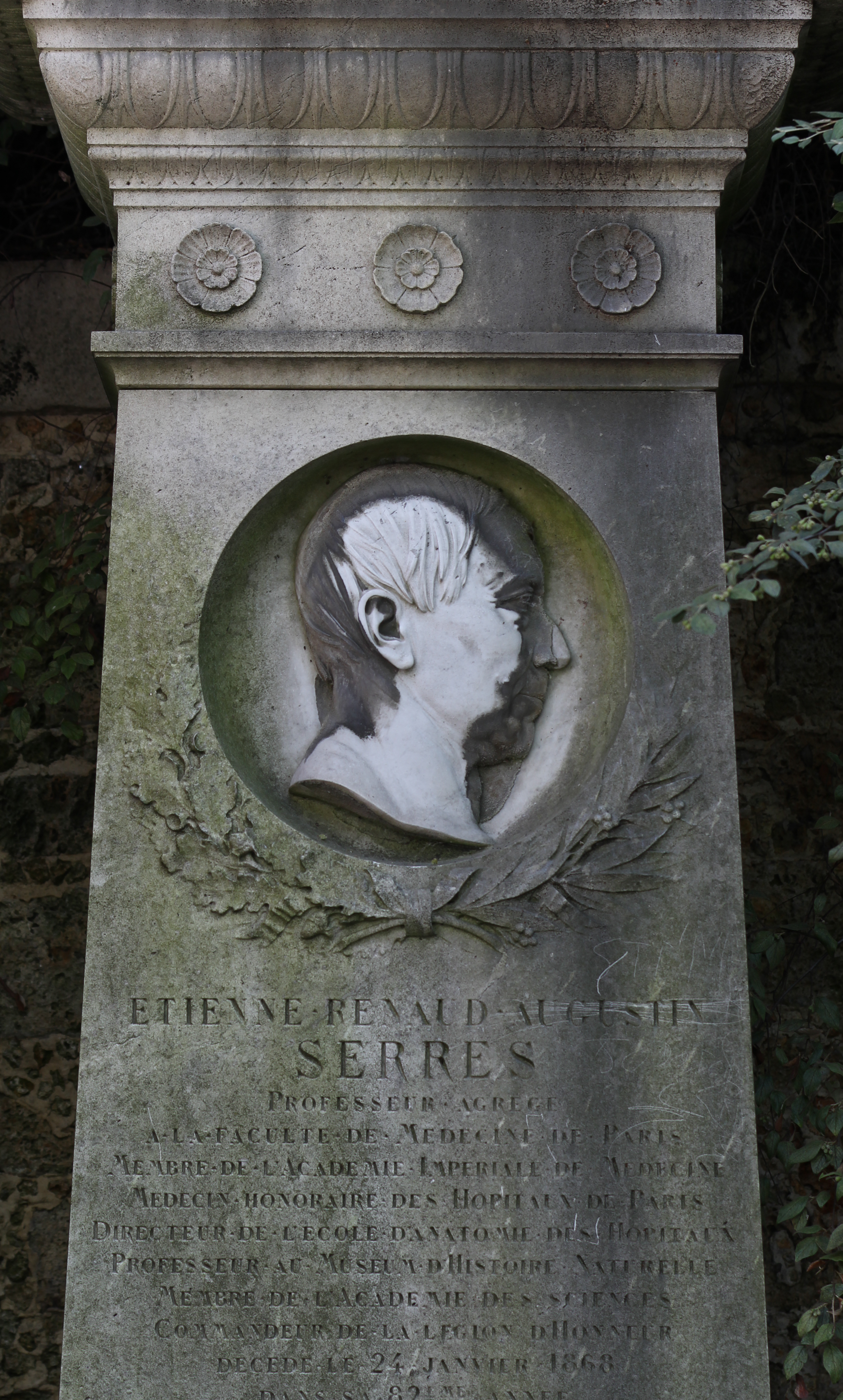
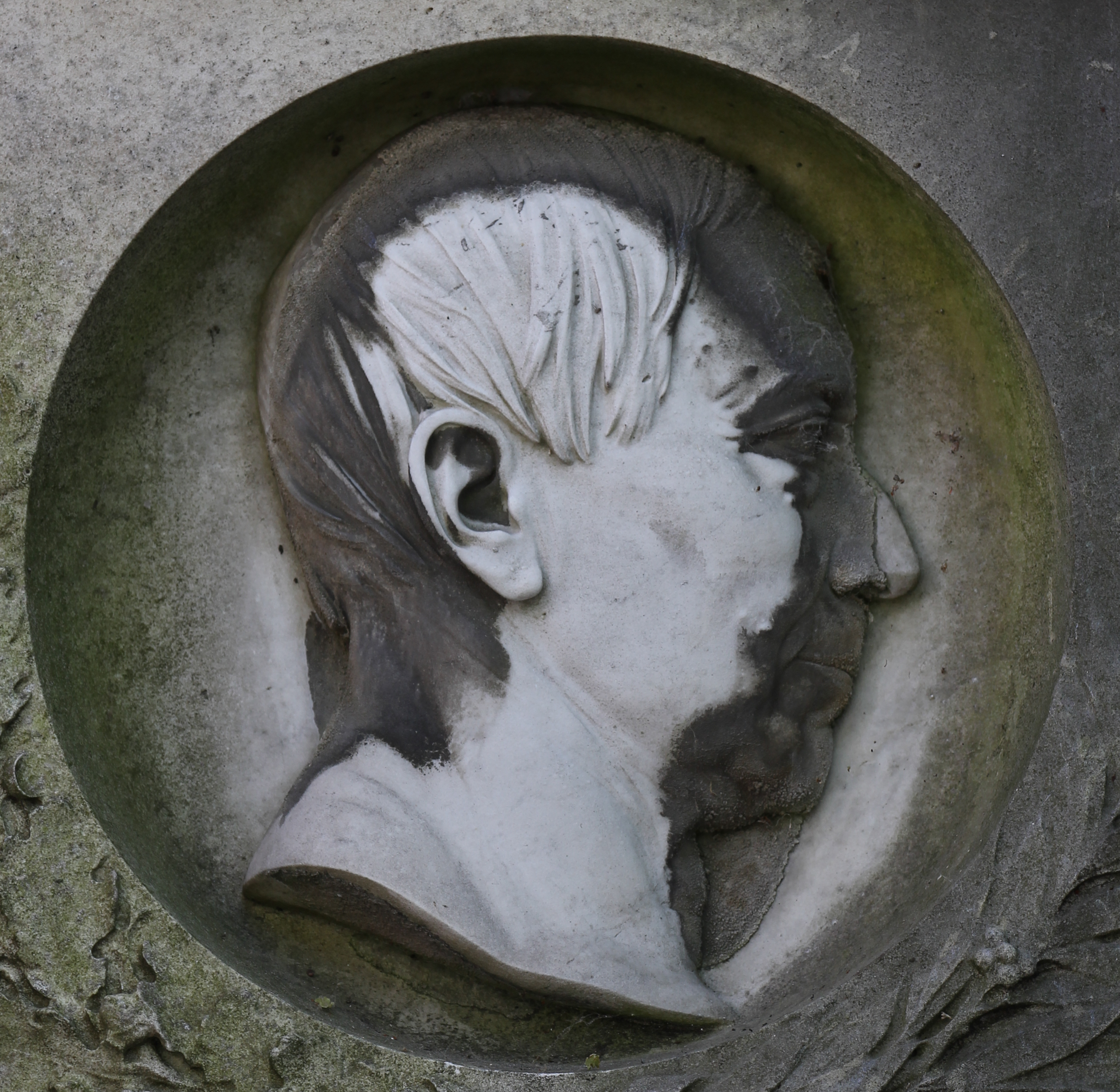

- Alexis de Tocqueville, busto en mármol, 1863[11]
- Monumento funerario de Mme de Lamartine, Saint-Point, 1864
- Jean-Baptiste-Adolphe Charras sobre su lecho de muerte, bajorrelieve para la tumba del coronel, Bâle (a día de hoy Thann), 1865[14]
- Le Génie de la musique (el Genio de la música), L’Étude (el estudio), estatuas para el Louvre[11]
- Juliette Adam, busto modelado del natural
- François Ponsard (1874), en el Palacio de Versalles[2]